# Vega-Chi
Vega-Chi a été créé en tant que système multilatéral de négociation (SMN), c'est-à-dire un marché boursier alternatif, organisant la confrontation entre acheteurs et vendeurs de titres.
Bénéficiant d'un agrément du régulateur anglais, la Financial Services Authority (FSA), Vega-Chi a été lancé en Europe le 17 février 2010. Dès son lancement, Vega-Chi s’est positionné comme un marché dédié exclusivement aux obligations convertibles.

## Objet
Vega-Chi est un système multilatéral de négociation pan-européen, c'est-à-dire un marché boursier alternatif aux grandes bourses réglementées de chaque pays. Sa création a été possible grâce à la Directive européenne sur les marchés d'instruments financiers, entrée en vigueur le 1er novembre 2007, et qui autorise la concurrence entre bourses au sein de l'Union Européenne.

## Historique
- 17 février 2010 : annonce par Constantinos Antoniades, un ancien de Goldman Sachs, du projet de création d'une plate-forme dédiée aux échanges de titres d'obligations convertibles, baptisée Vega-Chi[2].
- 17 février 2010 : lancement de la plate-forme Vega-Chi en Europe. Le périmètre initial se limite aux obligations convertibles européennes (environ 160)[3].
- 1er semestre 2010 : extension de la plate-forme aux obligations convertibles asiatiques[3].

## Particularités
Vega-Chi est le premier système multilatéral de négociation consacré aux obligations convertibles. Il offre plusieurs possibilités d'exécution des ordres :
- avec couverture (swap), dans le cadre d'une stratégie d'arbitrage,
- sans couverture, dans le cadre d'une stratégie directionnelle, avec ou sans limites[3].

## Périmètre de cotation
- Obligations convertibles européennes (environ 190) :
  - marché gris lors des nouvelles émissions (avant la formation du prix),
  - après l'émission, via un carnet d'ordre offrant 100 % de transparence pre et post trade sur les prix (ordres fermes),
  - pour les ordres de grandes tailles (supérieurs à 10 millions de dollars) via des ordres block / dark, permettant une négociation sur les prix (avec déclarations des transactions en t+3).
- Obligations convertibles asiatiques (lancement au 1er semestre 2010)[3].

## Hierarchie
- Président du conseil d'administration: Jean-Marc Bouhelier (2009 - ...), ex-PDG d'Instinet [4]

- Président directeur général : Constantinos Antoniades (2009 - ...), ancien responsable du Market Making sur les obligations convertibles chez Goldman Sachs[2],[3],[4].

- Responsable Hedge Funds : Simon Gwyn (2009 - ...), ancien membre du Market Making sur les obligations convertibles chez JP Morgan[5].

- Responsable Long-only & Institutionnels : Damien Regnier (2009 - ...), ex-membre du Market Making sur les obligations convertibles chez JP Morgan[5].